# Ganira Pachayeva
Pour les articles homonymes, voir Pachayeva.
Ganira Pachayeva (en azéri : Qənirə Paşayeva), née le 24 mars 1975 à Düz Qırıqlı en RSS d'Azerbaïdjan (URSS) et morte le 28 septembre 2023 à Bakou (Azerbaïdjan), est une femme politique azerbaïdjanaise, députée de l'Assemblée nationale d'Azerbaïdjan.

## Biographie
Ganira Pachayeva est née dans le village de Düz Qırıqlı du raïon de Tovuz le 7 ou le 24 mars 1975.
Elle est diplômée du Département de pédiatrie de l'université médicale d'État d'Azerbaïdjan et du Département de droit international de l'Université d'État de Bakou. Elle parle turc, anglais et russe.

### Carrière
À partir de 1998, Ganira Pachayeva travaille comme reporter, correspondante, rédactrice, rédactrice principale, rédactrice en chef adjointe du service de presse et de la section des nouvelles de la société de télévision ANS Group of Companies. En 2005, elle est chef du département des relations publiques de la Fondation Heydar Aliyev.
En 2012, Ganira Pachayeva travaille comme pédiatre pendant deux semaines en Somalie et aide les résidents.

#### Carrière politique
Le 6 novembre 2005, Ganira Pachayeva est élue députée de la circonscription numéro 105 de Tovuz. Elle est membre de la Commission permanente de l'Assemblée nationale d'Azerbaïdjan sur les relations internationales et interparlementaires, et chef du groupe de travail Azerbaïdjan-Géorgie sur les relations interparlementaires. Elle est également membre des groupes de travail Azerbaïdjan-Inde, Azerbaïdjan-Turquie et Azerbaïdjan-Japon sur les relations interparlementaires. Elle est l'un des membres de la délégation de la République d'Azerbaïdjan auprès de l'Assemblée parlementaire du Conseil de l'Europe.

### Mort
Ganira Pachayeva meurt le 28 septembre 2023 à Bakou.